# Oxychora
Oxychora is een geslacht van vlinders van de familie spanners (Geometridae), uit de onderfamilie Geometrinae.

## Soorten
- O. assimilis Rothschild, 1915
- O. batis Warren, 1906
- O. candidicosta Prout, 1933
- O. dentilinea Warren, 1912
- O. ruficincta Warren, 1907
- O. spilota Warren, 1912
- O. tenuis Warren, 1898